# Дом културе „Жарко Зрењанин” Иваново
Дом културе „Жарко Зрењанин” је градска установа Панчева за развој културе и уметности и центар од посебног значаја за очување идентитета и развој културе Палћена и секељ Мађара. Налази се у улици Доже Ђерђа бб, у Иванову.

## Историјат
Дом културе „Жарко Зрењанин” Иваново је основан 1. октобра 1962. одлуком НОО Панчево. Нова зграда је изграђена 1983. године, садржала је 713m², биоскопску салу, салу за обављање програмских активности – изложби, мини представа и друго, библиотеку и канцеларије. Од оснивања је формирана изворна фолклорна група Палћена са циљем очувања фолклорне традиције кроз сватовске игре и ношње. Данас садрже библиотеку са књижним фондом преко 6000 књига на српском, мађарском и бугарском језику. Организују разни културно–уметнички и забавни програм, промоције и предавања из разних области друштвеног живота. Најпознатије манифестације које организују су Салон уметничке фотографије „Иваново у фокусу” коме претходи сваке године претходи фото Сафари излет и Међународни фестивал хармонике „Златна дирка” – Прва хармоника Војводине. Сваке године обележавају и Међународни дан матерњег језика.